# Museo Dynamique
Il Museo Dynamique è un museo costruito e istituito a Dakar nel 1966 dal presidente del Senegal Léopold Sédar Senghor in occasione del Festival Mondial des Arts Nègres ed è uno spazio culturale fino al 1988 e poi trasformato nel Palazzo di Giustizia di Dakar.

## Storia
Il museo viene creato per ospitare le mostre e gli eventi del Festival Mondial des Arts Nègres e viene inaugurato da Léopold Sédar Senghor in occasione del festival. Il museo ospita delle esposizioni di Pablo Picasso, Leonardo da Vinci, Vasilij Vasil'evič Kandinskij, Joan Miró, Marc Chagall, Alfred Manissier e dal 1973 è la sede del Salone degli Artisti Senegalesi. Il Museo è affidato ala Scuola Internazionale di Danza Mudra-Afrique dal 1977 al 1984 ed è poi chiuso dal presidente Abdou Diouf nel 1988 e trasformato nel Palazzo di Giustizia di Dakar. Ancora oggi prosegue il dibattito in particolare durante la Biennale di Dakar sulla riconversione dell'edificio in museo e sulla costruzione di un nuovo museo d'arte per la città.

### Esposizioni d'arte
- 1966. Premier Festival Mondial des Arts Nègres, 01-24/04/1966
- 1972. Exposition Pablo Picasso, 06/04-06/05/1972.
- 1976. Alfred Manissier, 28/05-27/06/1976
- 1977. Iba N'Diaye